# 外山光時
外山 光時（とやま みつとき）は、江戸時代中期の公卿。竹屋光兼の子。官位は従四位上・式部少輔。

## 概要
竹屋光兼の次男として元文2年（1737年）5月22日に生まれた。寛延2年（1749年）7月8日に外山光任の養子となった。翌月10日には従五位下に叙され、明和3年（1766年）には従四位上・式部少輔に叙任された。しかし、同年7月10日に辞官・位記返上をする旨の書き置きを残して突如出奔したと光時の実兄・竹屋光予が報告した。同族の広橋兼胤が行き先について尋ねたものの、光予も見当がつかず、同じく同族の日野資枝にも尋ねたところ、光時には4歳の娘がおり、日頃から虐待していたことが光時邸に隣接していた円照寺の文享女王が父・有栖川宮職仁親王に報告されて、宮はこれを哀れみ、光時の娘を奪い取らせ、日野家で養育するように要請してきたという。
光時の行方は3日後に知恩院の門前にいることがわかり、光予が家に帰るように説得したものの、再び朝廷に仕える意志はないと一蹴されてしまった。その上、外山家の財産を全て売り払ってしまっていたという。家財を損失させたことは明らかな罪であり、日野家の一族（日野家、広橋家、柳原家、烏丸家、竹屋家、日野西家、勘解由小路家、裏松家、外山家、豊岡家、三室戸家、北小路家）が協議し、光時が仕えていた近衛内前に報告したところ、官位を返上させるように厳命があった。そのため、烏丸光祖が天皇に奏上し、聞き届けられ、豊岡尚資がこのことを外山家に報告した。光時の養父・外山光任と光予は光時を義絶した。
その後の光時は娘が平戸藩の松浦清に嫁いでいたことから平戸に移り、武士と同様に月代を剃っていたという。そして、後に有楽軒了円を称して、娘の子が次の当主・松浦武を産んだことから、外祖父として優遇されていたとされる。